# Nacéridas

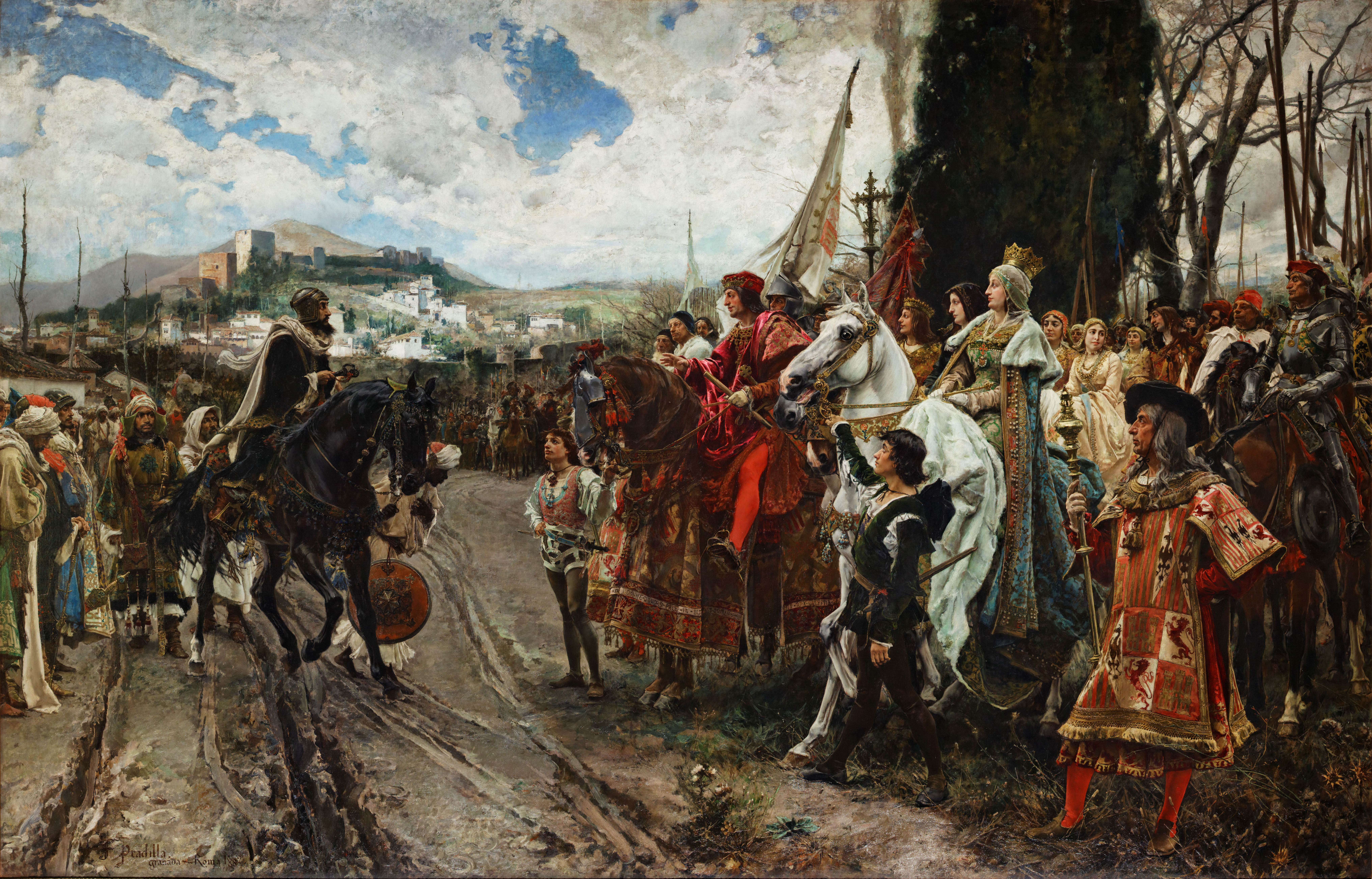
A capitulação de Granada, por — Boabdil encontra-se com e para lhes entregar as chaves da cidade

A dinastia nacérida (nasrida) foi a última dinastia muçulmana na Península Ibérica, fundada por Maomé ibne Alamar na sequência da derrota do Almóadas na batalha de Navas de Tolosa (1212), o que provocou o colapso do Califado de Córdova em várias taifas, as terceiras na história política do Alandalus. Houve 20 reis (emires) em Granada entre 1238 e 2 de janeiro de 1492, altura em que o Boabdil se rendia aos Reis Católicos. Os nacéridas foram os responsáveis pela construção do palácio da Alhambra, em Granada.

## Lista desultõesde Granada
Segue-se uma lista de reis do Emirado de Granada. As datas com referem-se à tomada de posse do título:
| Reinado(s)                                 | Título             | Outros nomes                                                                   | Cognome(s)                                                                      |
| ------------------------------------------ | ------------------ | ------------------------------------------------------------------------------ | ------------------------------------------------------------------------------- |
| 1232-1273                                  | Maomé I ibne Nácer | Maomé ibne Nácer; Abu Abedalá ibne Iúçufe ibne Nácer Maomé ibne Alamar         | Alamar ("o ruivo) Algalibe Bilá ("o vitorioso por Deus")                        |
| 1273-1302                                  | Maomé II Alfaqui   | Abu Abedalá Maomé ibne Maomé                                                   | Alfaqui ("o jurisconsulto")                                                     |
| 1302-1309                                  | Maomé III          | Abu Abedalá Maomé ibne Maomé                                                   | Almaclu ("o deposto")                                                           |
| 1309-1314                                  | Nácer              | Abul Juiuche Nácer ibne Maomé                                                  |                                                                                 |
| 1314-1325                                  | Ismail I           | Abul Ualide Ismail ou Ismail ibne Farague                                      |                                                                                 |
| 1325-1333                                  | Maomé IV           | Abu Abedalá Maomé ibne Ismail                                                  |                                                                                 |
| 1333-1354                                  | Iúçufe I           | Abu Alhajaje Niar Almuíde Bilá Iúçufe I ibne Ismail                            | An-Niyar ("o deslumbrante")                                                     |
| 1354-1391                                  | Maomé V            | Abu Abedalá Algani Bilá Maomé ibne Iúçufe                                      | Algani ("o afortunado")                                                         |
| 1359-1360                                  | Ismail II          | Abul Ualide Ismail ibne Iúçufe                                                 |                                                                                 |
| 1360-1362                                  | Maomé VI           | Abu Abedalá Alamar Algalibe Maomé ibne Ismail Abuçaíde Maomé ibne Ismail       | Alamar ("o ruivo" ou "o carmesim"); Alasmar ("o castanho); el Bermejo (o ruivo) |
| 1391-1392                                  | Iúçufe II          | Abul Haia Iúçufe ibne Maomé                                                    |                                                                                 |
| 1392-1408                                  | Maomé VII          | Abu Abedalá Almostaim ibne Maomé ibne Iúçufe                                   | Almostaim                                                                       |
| 1408-1417                                  | Iúçufe III         | Abul Alhajaje Nácer Iúçufe ibne Iúçufe                                         |                                                                                 |
| 1417-1419, 1427-1429                       | Maomé VIII         | Abu Abedalá Almotamassique Maomé VIII ibne Iúçufe                              | Almotamassique ("o devotado")                                                   |
| 1419-1427, 1430-1431, 1432-1445, 1448-1453 | Maomé IX           | Maomé Saguir ibne Nácer; Abu Abedalá Alaiçar Algalibe Maomé ibne Nácer         | Alaiçar ("o canhoto"); Saguir ("o pequeno"); Algalibe ("o vencedor")            |
| 1431-1432                                  | Iúçufe IV          | Abu Alhajaje Iúçufe IV ibne Almaul ibne Maomé                                  | Abenalmao                                                                       |
| 1445, 1446-1447 (ou 1448)                  | Maomé X            | Abu Abedalá Maomé ibne Otomão; Aben Osmín nas crónicas castelhanas             | Alanafe; o Coxo (el Cojo)                                                       |
| 1445-1446, 1462                            | Iúçufe V           | Abu Alhajaje Iúçufe ibne Amade ibne Maomé Abém Ismail nas crónicas castelhanas |                                                                                 |
| 1453-1454                                  | Maomé XI           | Maomé ibne Maomé                                                               | El Chiquito ("o menino" ou "o pequeno")                                         |
| 1454-1464                                  | Saade Almostaim    | Saíde; Saade; Abonácer Sade ibne Ali ibne Iúçude                               | Almostaim ("que é apoiado [por Deus]"); Ciriza; Mulei Zade                      |
| 1464-1482, 1483-1485                       | Mulei Alboácem     | Alboácem Ali ibne Sade                                                         | Mulei Haçane; Mulei Alboácem; Mulei Hacém; Mulhacém                             |
| 1482-1483, 1487-1492                       | Maomé XII          | Abu Abedalá Maomé ibne Alboácem Ali                                            | Azuguebi ("o infortunado"); Boabdil; el Chico ("o jovem")                       |
| 1485-1487                                  | Maomé XIII         | Maomé ibne Sade Azagal                                                         | Azagal; El Zagal ("o valente")                                                  |